# Bellerus rhianus
Bellerus rhianus är en stekelart som först beskrevs av Walker 1842.  Bellerus rhianus ingår i släktet Bellerus och familjen finglanssteklar. Inga underarter finns listade.